# تاکاشی کوبایاشی (کشتی‌گیر)
تاکاشی کوبایاشی (الگو:48 -en؛ زادهٔ ۱۷ مهٔ ۱۹۶۳) کشتی‌گیر اهل ژاپن است که دوبار با ناصر زینل نیا کشتی گرفت که یک بار مغلوب و یک بار پیروز شد .